# Dipoena pelorosa
Dipoena pelorosa là một loài nhện trong họ Theridiidae.
Loài này thuộc chi Dipoena. Dipoena pelorosa được Chuandian Zhu miêu tả năm 1998.